# Puccinia mitriformis
Puccinia mitriformis ist eine Ständerpilzart aus der Ordnung der Rostpilze (Pucciniales). Der Pilz ist ein Endoparasit der Bambus-Gattung Sasa. Symptome des Befalls durch die Art sind Rostflecken und Pusteln auf den Blattoberflächen der Wirtspflanzen. Sie ist ein Endemit Japans.

## Merkmale

### Makroskopische Merkmale
Puccinia mitriformis ist mit bloßem Auge nur anhand der auf der Oberfläche des Wirtes hervortretenden Sporenlager zu erkennen. Sie wachsen in Nestern, die als gelbliche bis braune Flecken und Pusteln auf den Blattoberflächen erscheinen.

### Mikroskopische Merkmale
Das Myzel von Puccinia mitriformis wächst wie bei allen Puccinia-Arten interzellulär und bildet Saugfäden, die in das Speichergewebe des Wirtes wachsen. Aecien oder Spermogonien der Art sind nicht bekannt. Die zimtbraunen Uredien des Pilzes wachsen unterseitig auf den Blattoberflächen der Wirtspflanze. Ihre zimt- bis dunkel zimtbraunen Uredosporen sind breit eiförmig bis kugelig, 31–36 × 26–30 µm groß und fein stachelwarzig. Die blattunterseitig wachsenden Telien der Art sind schokoladenbraun, früh offenliegend und kompakt. Die goldenen bis haselnussbraunen Teliosporen sind ein- bis zweizellig, in der Regel spindelförmig oder mitraartig eingerollt und 95–130 × 18–22 µm groß; ihre Stiele sind hyalin und bis zu 250 µm lang.

## Verbreitung
Das bekannte Verbreitungsgebiet von Puccinia mitriformis umfasst lediglich Japan.

## Ökologie
Die Wirtspflanzen von Puccinia mitriformis sind verschiedene Bambusse der Gattung Sasa. Der Pilz ernährt sich von den im Speichergewebe der Pflanzen vorhandenen Nährstoffen, seine Sporenlager brechen später durch die Blattoberfläche und setzen Sporen frei. Die Art verfügt über einen Entwicklungszyklus, von dem bislang lediglich Telien und Uredien sowie deren Wirt bekannt sind; Spermogonien und Aecien konnten dem Pilz nicht zugeordnet werden.